# 张略 (北魏)
张略，十六国时代北凉官员。
张略在北凉历任西平郡阿夷县凌江将军、万平男。金昌、白土二县令、东宫记室主簿、尚书郎、民部、典征西府录事户曹二参军、左军府户曹参领内直、征西镇酒泉后都摄留府、安弥侯常侍、□南公中尉、千人军将。安弥侯是北凉灭亡后，在西域复国的北凉王族沮渠无讳，张略是沮渠无讳的属官。魏献文帝皇兴二年（468年）十一月十三日，张略葬于营州。1987年秋，其墓志在辽宁省朝阳市出土。《张略墓志》宽30厘米，厚10厘米，高87厘米，共六行，行18字，末行13字，共103字，现藏于辽宁省朝阳市博物馆。